# Delta Leonis
Delta Leonis (δ Leo, δ Leonis) é a quarta estrela mais brilhante da constelação de Leo, com uma magnitude aparente de 2,56. Tem os nomes tradicionais Zosma (ou Zozma) e Duhr. Grafias raras incluem Zozca, Zosca, Zubra, e Dhur. O nome Zosma significa cintura em grego antigo, referindo-se à posição da estrela na constelação. Medições de paralaxe mostram que está localizada a aproximadamente 58,4 anos-luz (17,91 parsecs) da Terra.
Delta Leonis é uma estrela da sequência principal com uma classificação estelar de A4 V, o que significa que gera energia pela fusão nuclear de hidrogênio em seu núcleo. Seu raio, medido diretamente usando um interferômetro, é cerca de 2,14 vezes maior que o raio solar. Está emitindo mais que 15 vezes a luminosidade solar de sua atmosfera externa a uma temperatura efetiva de 8 296 K, o que dá à estrela o brilho branco característico de estrelas de classe A. Por ter uma massa maior que a do Sol, Delta Leonis terá um tempo de vida menor. Com uma idade estimada entre 600 e 750 milhões de anos, já passou da metade de seu período na sequência principal e em uns 300-400 milhões de anos irá virar uma gigante laranja.
Com base na localização e trajetória desta estrela, ela pode ser um membro da associação Ursa Major, um grupo cinemático de estrelas que compartilham uma origem e movimento pelo espaço comuns. A idade desse grupo é de cerca de 500 milhões de anos.